# Бессуднов, Александр Николаевич
Александр Николаевич Бессуднов (25 августа 1959, Самарино, СССР) — российский историк и археолог. Кандидат исторических наук.

## Образование
Закончил самаринскую 8-летнюю школу, в 1974—1978 гг. учился в Валуйском педагогическом училище Белгородской области, а по окончании его, с 1978 года до призыва на срочную военную службу — на историческом факультете Белгородского государственного института им. М. С. Ольминского (ныне университета). Демобилизовавшись в 1981 году, поступил на исторический факультет Воронежского государственного университета, который закончил в 1987 году по специальности «Историк. Преподаватель истории и обществознания, с правом преподавания иностранного языка (немецкий)». Продолжил обучение в аспирантуре Воронежского госпединститута (ныне университета) по специальности «Археология». 8 декабря 1997 года защитил кандидатскую диссертацию «Мезолитические памятники лесостепного Подонья» (07.00.06 / Воронежский пед. ун-т. — Воронеж, 1997. — РГБ ОД, 9 98-4/1871-0).
С октября 1987 года переехал в Липецк, куда был приглашён ректоратом Липецкого госпединститута для преподавательской работы. Вначале работал на должности преподавателя, с 1991 года — старший преподаватель, а с 1998 года — доцент кафедры отечественной истории.
Возглавляет Липецкую областную научную общественную организацию «Археолог», которая занимается частными и научными археологическими раскопками в Липецке и Липецкой области.
С 2008-го и по февраль 2016 года — декан исторического факультета ЛГПУ. Последний декан истфака до его реорганизации в Институт истории, права и общественных наук.

## Семья
Жена — Бессуднова Марина Борисовна. Дети — Александр и Даниил.

## Работы
- Древнейшая история Липецкого края / А. Н. Бессуднов, Е. Н. Мельников, Г. Л. Земцов, Р. В. Смольянинов. — Тула: Гриф и К, 2010[3].
- В поисках древностей забытого урочища: о находках и легендах окрестностей Задонска / А. Н. Бессуднов, Е. Ю. Захарова. — Тула: 2012[4].
- Александр Бессуднов «Археология учит уважать историю»[5].